# Рукопис Войнича
Рукопис Войнича (англ. Voynich Manuscript) — ілюстрований рукопис (кодекс), написаний невідомим письмом. Таку назву книга отримала через американського книготорговця польського походження, вихідця з території сучасної Литви Вілфріда Войнича (чоловіка відомої письменниці Етель Ліліан Войнич), який придбав її в 1912 році.

Текст із манускрипту Войнича

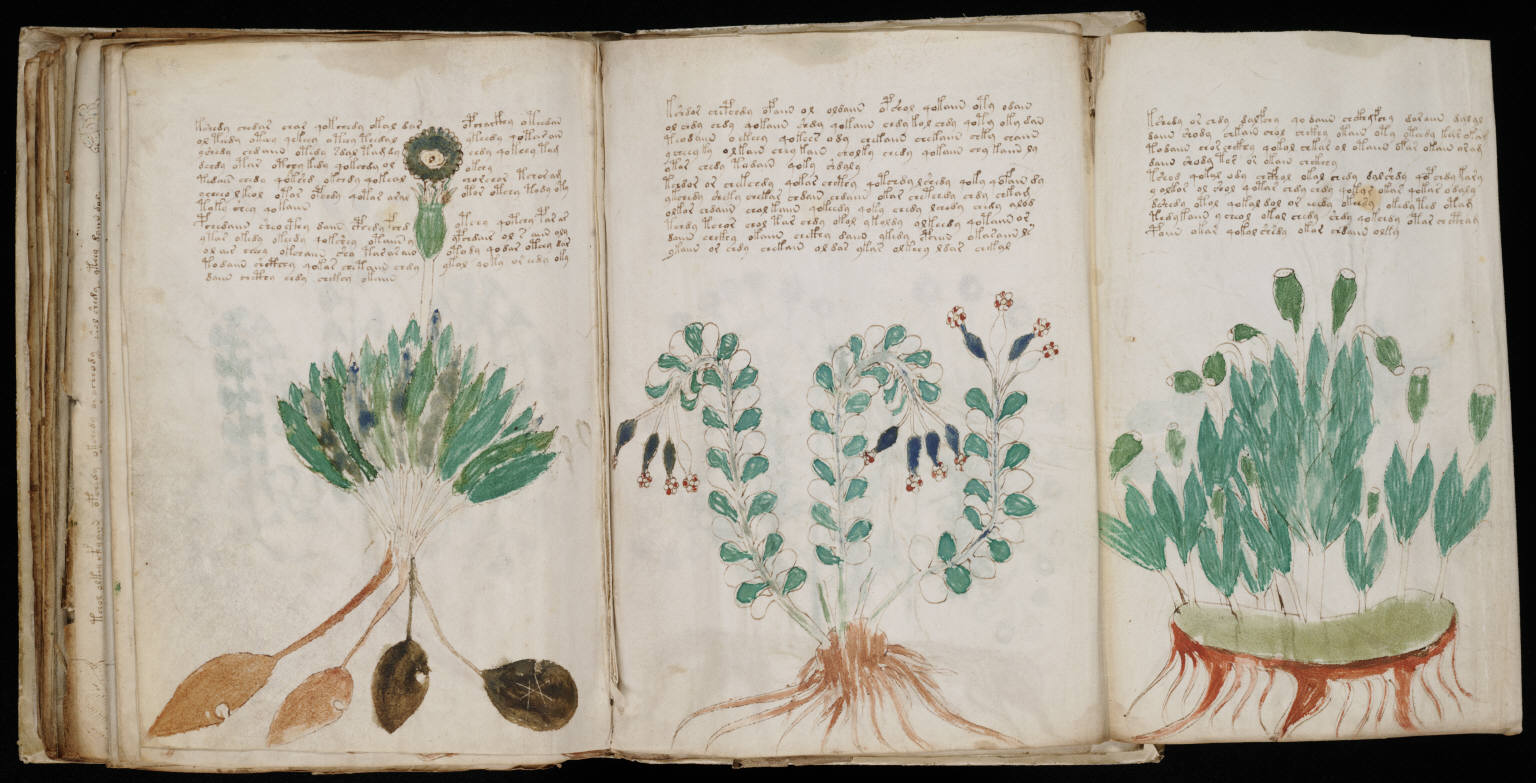
Рукопис Войнича

Рукопис Войнича намагалися розшифрувати безліч разів, ця книга протягом XX століття вважалась «святим Ґраалем» криптографії. Тепер вона зберігається в Бібліотеці рідкісних книг Байнеке (англ. Beinecke Rare Book And Manuscript Library) Єльського університету.

## Опис
У книзі близько 240 сторінок тонкого пергаменту. На обкладинці немає ніяких написів або малюнків. Розміри сторінки — 15 на 23 см, товщина книги — менше 3 см. Пропуски в нумерації сторінок (яка, мабуть, молодша за саму книгу) вказують на те, що деякі сторінки були загублені. Текст написаний пташиним пером, ним же виконані ілюстрації. Ілюстрації грубувато розфарбовані, можливо, вже після написання книги.

### Ілюстрації

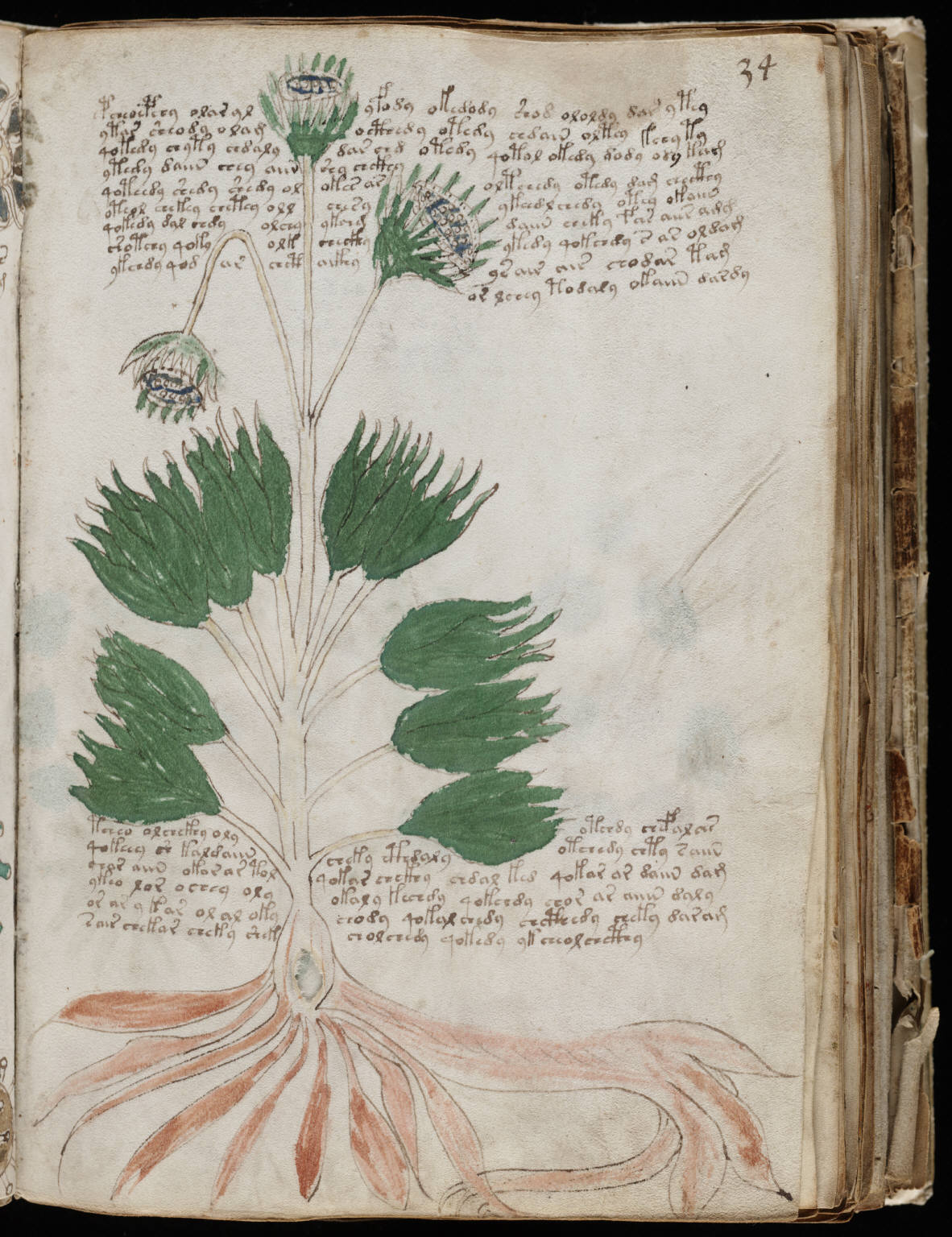
Ботанічний розділ містить зображення рослин.

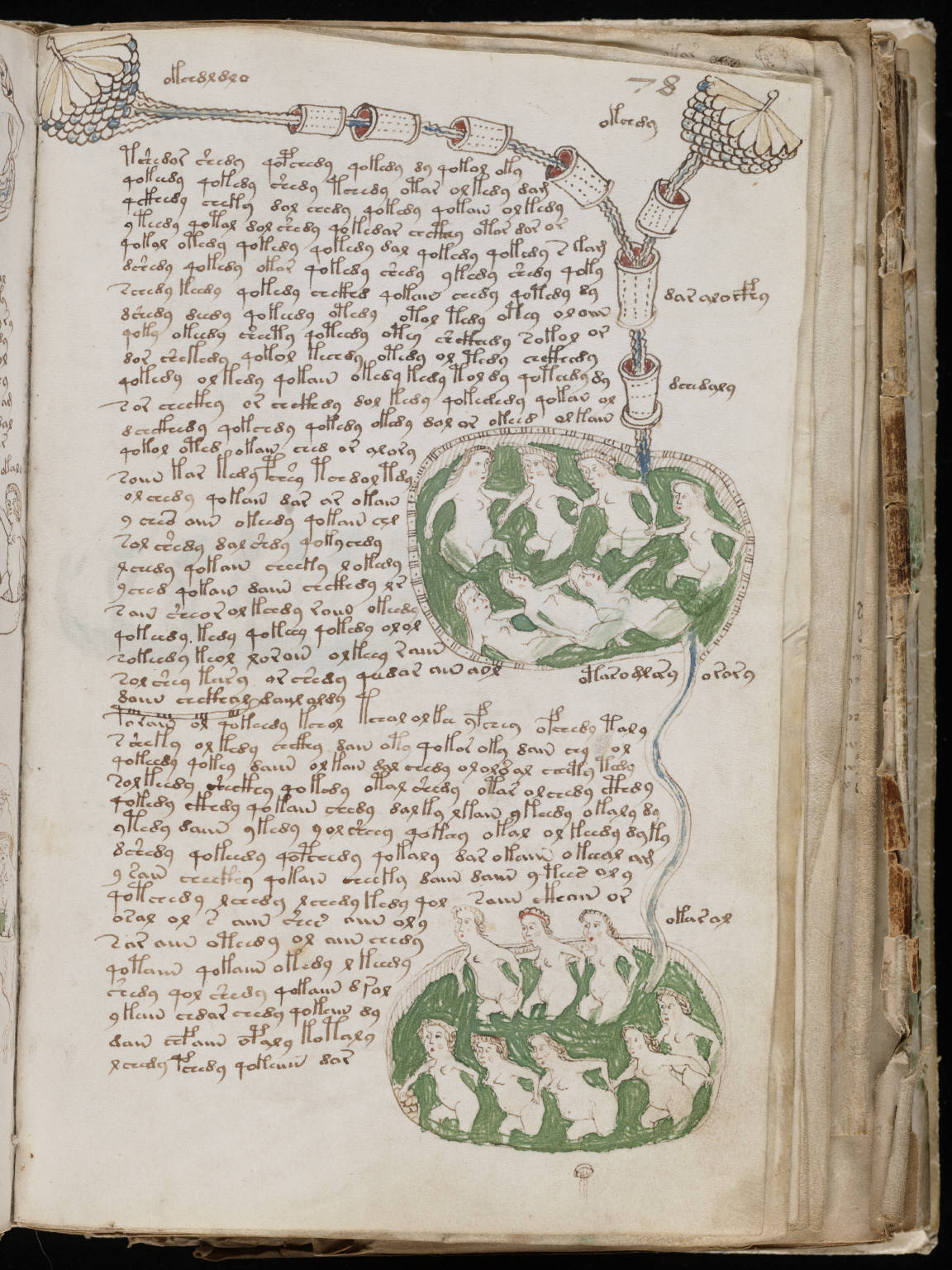
Ілюстрації у «біологічному» розділі зв'язані мережею каналів.

За винятком останньої частини книги, на всіх сторінках є картинки. Судячи з них, у книзі є декілька розділів. Найчастіше прийнято розрізняти:
- «Ботанічний». На кожній сторінці є зображення однієї рослини (іноді двох) і декілька абзаців тексту — манера, звичайна для книг європейських травників того часу. Деякі частини цих малюнків — збільшені й чіткіші копії начерків із «фармацевтичного» розділу.
- «Астрономічний». Містить круглі діаграми, деякі з них із Місяцем, Сонцем і зірками, імовірно астрономічного або астрологічного змісту. Одна серія з 12 діаграм зображає традиційні символи зодіакальних сузір'їв (дві риби для Риб, бик для Тельця, воїн з арбалетом для Стрільця тощо). Кожен символ оточений тридцятьма мініатюрними жіночими фігурами, більшість з яких голі, кожна з них тримає підписану зірку. Останні дві сторінки цього розділу (Водолій і Козеріг, або, умовно кажучи, — січень і лютий), були загублені, а Овен і Телець розділені на чотири парні діаграми з п'ятнадцятьма зірками в кожній. Деякі з цих діаграм розташовані на вкладених сторінках.
- «Біологічний». Щільний нерозривний текст, який оточує зображення тіл, переважно голих жінок, що купаються у ставках або протоках, з'єднаних скрупульозно продуманим трубопроводом, деякі «труби» чітко набувають форми органів тіла. У деяких жінок на головах корони або віночки.
- «Космологічний». Інші кругові діаграми, але незрозумілого сенсу. Цей розділ також має вкладені сторінки. Одне з таких вкладень, обсягом у шість сторінок, містить якусь подібність карти або діаграми з шістьма «островами», сполученими «дамбами», із за́мками і, можливо, вулканом.
- «Фармацевтичний». Безліч підписаних малюнків часток рослин із зображеннями аптекарських посудин на берегах сторінок. У цьому розділі також є декілька абзаців тексту, можливо, з рецептами.
- «Рецептурний». Розділ складається з коротких абзаців, розділених квіткоподібними (або зіркоподібними) позначками.

### Текст
Текст ясно написаний зліва направо, із злегка «уривчастим» правим полем. Довгі секції розділені на абзаци, іноді з відміткою початку абзацу на лівому полі. У рукописі немає звичайної пунктуації. Почерк стійкий і чіткий, начебто абетка була звична писареві, і той розумів, що пише.
У книзі більш 170 000 знаків, зазвичай відокремлених один від одного вузькими пробілами. При цьому певні групи графем (літери) у рядку відокремлені між собою більшими пробілами, складаючи деякі «блоки». Більшість знаків написані одним або двома простими рухами пера. За гіпотезою Джона Стойко про україномовне походження тексту (детальніше див. розділ: Українська мова) рукопис написаний абеткою з приголосних — за допомогою 21 літери. Ширші пробіли ділять текст на приблизно 35 тисяч «блоків» різної довжини.
Найчастіше, ці «блоки» трактують як «слова». Вони підкоряються певним фонетичним або орфографічним правилам. За припущенням згідно з гіпотезою україномовного походження це не «слова», а певні смисл-блоки, що складають деякі вислови. За Європейською абеткою Войнича розрізняють до 30 графем. Виняток становлять декілька десятків особливих знаків, кожен з яких з'являється в книзі 1–2 рази.
Статистичний аналіз тексту виявив його структуру, характерну для природних мов. Наприклад, повторюваність слів відповідає закону Ципфа, а словникова ентропія (близько десяти бітів на блок) така ж, як у латинській чи англійській мовах.
Деякі «блоки» з'являються тільки в окремих розділах книги, або тільки на декількох сторінках; деякі «блоки» повторюються в усьому тексті. Повторів дуже мало серед приблизно сотні підписів до ілюстрацій. У «ботанічному» розділі перший «блок» кожної сторінки зустрічається тільки на цій сторінці і, можливо, є назвою рослини.
У книзі майже немає «блоків» завдовжки більше десяти літер і майже немає одно- чи дволітерних «блоків». Всередині «блоку» літери розподілені також своєрідно: деякі знаки з'являються тільки на початку слова, інші тільки в кінці, а деякі завжди в середині. Є окремі приклади, коли один і той же «блок» повторюється три рази підряд. «Блоки», що розрізняються лише однією літерою, також зустрічаються досить часто.

## Історія
Абетка манускрипту не має візуальної схожості ні з однією відомою системою письма. Оскільки розшифровані лише фрагменти тексту, найчастіше, єдиною «зачіпкою» для визначення віку книги та її походження вважають ілюстрації. Зокрема, одяг і убрання жінок, а також пара за́мків на діаграмах. Усі деталі характерні для Європи періоду між 1450 і 1520 роками. Рукопис найчастіше датується саме цим періодом.
Найпершим точно відомим власником книги був Георг Бареш (Georg Baresch), алхімік, що жив у Празі на початку XVII століття. Бареш, мабуть, був також спантеличений таємницею цієї книги з його бібліотеки. Дізнавшись, що Атанасій Кірхер (Athanasius Kircher), відомий єзуїтський учений з Римської колегії (Collegio Romano), опублікував коптський словник і розшифрував (як тоді вважалося) єгипетські ієрогліфи, він скопіював частину рукопису і послав цей зразок Кірхеру до Рима (двічі), просячи допомогти розшифрувати його. Лист Бареша 1639 року Кірхеру, виявлений вже в наш час Рене Цандбергеном (Rene Zandbergen) — найперша відома згадка про рукопис.
Залишилося нез'ясованим, чи відповів Кірхер на прохання Бареша, але відомо, що він хотів купити книгу, проте Бареш, ймовірно, відмовився її продати. Після смерті Бареша книга перейшла його другу — Йоганну Маркусу Марці (Johannes Marcus Marci), ректорові Празького університету. Марці імовірно відіслав її Кірхеру, своєму давньому другу. Його супровідний лист 1666 року досі прикріплено до Рукопису. Серед іншого, в листі стверджується, що її спочатку купив за 600 дукатів імператор Священної Римської імперії Рудольф II, який вважав книгу за твір Роджера Бекона.
Подальші 200 років долі Рукопису невідомі, але найімовірніше, що він зберігався разом з рештою листування Кірхера в бібліотеці Римської колегії (нині Григоріанський університет). Книга, ймовірно, там і залишалася, поки війська Віктора Еммануїла II не захопили місто в 1870 році і не приєднали Папську державу до Італійського королівства. Нова італійська влада вирішила конфіскувати у церкви велику кількість майна, у тому числі й бібліотеку. Згідно з дослідженнями Ксав'єра Чеккальді (Xavier Ceccaldi) й інших, перед цим безліч книг з університетської бібліотеки були спішно перенесені в бібліотеки співробітників університету, майно яких не конфісковувалося. Листування Кірхера було серед цих книг, а також, очевидно, там був «рукопис Войнича», оскільки з цих пір книга несе на собі екслібрис Петруса Бекса (Petrus Beckx), у той час голови єзуїтського ордену і ректора університету.
Бібліотека Бекса була перенесена на віллу Мондрагоне в Фраскаті (villa Borghese di Mondragone а Frascati) — великий палац поблизу Рима, придбаний спілкою єзуїтів в 1866 році.
У 1912 році Римська колегія потребувала коштів і вирішила в суворій таємниці продати частину своєї власності. Вілфрід Войнич придбав 30 рукописів, серед іншого й той, який зараз пов'язується з його ім'ям. Після придбання книги Войнич розіслав її копії декільком фахівцям для розшифровки. У 1961 році, після смерті Войнича, книга була продана його вдовою Етель Ліліан Войнич (авторкою «Овода») іншому книготорговцю Хенсу Краусу (Hanse P. Kraus). Не знайшовши покупця, в 1969 році Краус подарував манускрипт Єльському університету.
Відомі різні спроби розшифрувати рукопис. Серед них лише декілька можна вважати такими, що досягли певного результату щодо прочитання тексту.
Одна з найранніших спроб розкрити секрет рукопису (і, поза сумнівом, перша серед передчасних заяв про розшифровку) була зроблена в 1921 році Вільямом Ньюболдом (англ. William Newbold). На підставі власного методу Ньюболд стверджував, що зумів розшифрувати цілий параграф рукопису. Але зважаючи на ті «маніпуляції», які здійснював з текстом Ньюболд, версію його прочитання фактично не можна розглядати як результат розшифровки рукопису.
У 1978 році була опублікована спроба розшифрувати рукопис за авторством Джона Стойко (John Stojko). Його книга називалася «Листи до Ока Божого».
У 2013 році у науково-популярному журналі HerbalGram — The Journal of the American Botanical Council були опубліковані дослідження, що були проведені ботаніком Артуром Такером (Arthur O. Tucker) з Делаверського університету та IT-спеціалістом Рексфордом Толбертом (Rexford H. Talbert). Вони змогли ідентифікувати 37 рослин з 303х, що знаходяться в рукопису, 6 тварин та один мінерал[джерело?].
У 2017 році «Times Literary Supplement» опублікував чергову спробу розшифровки тексту за авторством Ніколаса Гіббса. Розшифровка мала всього два рядки, і викликала скепсис у спільноти, що цікавиться рукописом.

## Припущення про авторство
За результатами радіовуглецевого аналізу чотирьох зразків манускрипту в 2011 році групою вчених Університету Аризони (США) на чолі з Грегом Годжинсом було встановлено, що пергамент рукопису був створений між 1404 і 1438 роками. У рукописі присутнє тільки одне реалістичне зображення міста, на якому видно замкову стіну з зубцями типу «ластівчин хвіст». На початку XV століття такі зубці траплялися тільки в Північній Італії (пізніше вони стали поширенішими).
Учений з Брістольського університету Джерард Чешир у 2019 році представив своє розшифрування рукопису, зокрема заявивши, що його склали домініканські черниці в якості довідника для Марії Кастильської, королеви Арагону.

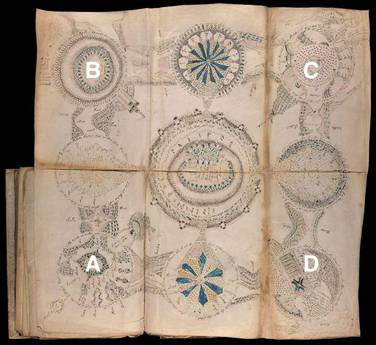
http://voynich.freie-literatur.de/index.php?show=page&id=f85v2

Пізніше ці заяви були спростовані авторитетними вченими, хоча автор залишається впевненим в своїй правоті.
У праці «Повторне запровадження романської мови», датованої груднем 2020, на думку Чешира, ймовірно, мова рукопису VMS зводилась до своєрідної форми середньовічної розмовної мови, що поєднувала риси іберо-латинської мови арагонських прибульців (галісійсько-португальська), греко-латинської мови тубільців (латинізовані грецька мова регіону Magna_Graecia) у співвідношенні приблизно 3:15,6, та кількох класичних латинських абревіатур і одного латинізованого арабського слова.
Термін галісійсько-португальська мова використовується для опису істориками мовознавства середньовічної версії галісійської та португальської мов, які переважали в Іберії протягом тривалого часу і були практично однакові. У наш час вони виживають на заході Іберії, Португалії та Галісії, значною мірою замінені в центральній та східній Іберії кастильською (іспанською) та валенсійською (каталонською) через політичну, культурну, комерційну і релігійно-мовну ситуацію.
Два італійські анклави, що знаходяться на найпівденніших півостровах материкової Італії, в Саленто і Калабрії, досі говорять греко-латинською формою стародавньої мови, відомій як італо-румейська або Грико. Хоча тема грецької мови на Сицилії добре вивчена, більшість вчених зосередилися на її архаїчній та класичній фазах (Arena 1992, 1994, 1996 1998; Willi 2008), епіхоричній варіації (Mimbrera 2012), тому набагато менше досліджень (наприклад, Korhonen 2011, 2016, Tribulato 2012) присвячено становищу грецькій мові на Сицилії в римський період, і жодної монографії про посткласичний період.
Існує й інший варіант інтерпретації появи в XV столітті тексту, схожого відразу на кілька романських мов. В XI столітті виникла та існувала протягом кількох століть «середземноморська лінгва-франка»
Наступна порція тлумачень манускрипту Войнича майбутніми дослідниками значною мірою залежатиме від успішного переосмислення задачі перепису тексту манускрипта по-новому, тому що між рукописом і «обчислювальною потужністю» все ще існує людський фактор в вигляді неоднозначного тлумачення ЄАВ, засобу, який дозволив дослідникам у перші дні Інтернету обговорювати різні сценарії у зручній формі.
Через велику кількість таких складних випадків транскрибування деяких варіацій гліфів, ЄАВ, можливо, мав би включати механізм, який дозволяє позначати незрозумілі слова, щоб користувачі ЄАВ могли його відфільтрувати, перш ніж помилка зіпсує статистичний експеримент. Чим менше тлумачень буде зроблено під час транскрипції, тим краще.

## Теорії про мову манускрипту
Безліч теорій було висунуто з приводу мови, яка використана у манускрипті.
Статистичні властивості рукописних символів манускрипту Войнича (VMS), схем побудови слів, властивостей біграм та їх динамічних кореляцій вивчали багато дослідників. Переважна більшість думок вчених, які використовували для аналізу великих обсягів тексту VMS методи статистики, статистичної фізики та штучного інтелекту, зводиться до двох взаємовиключних висновків:

### Умовні «гіпотези про наявність справжньої мовної структури» в манускрипті Войнича.
Версія, що VMS це синтетична мова, зашифрована підстановочним шифром, стала користувалась популярністю з 50-х рр. ХХ ст. Тодішній директор АНБ В. Фрідман залучив до роботи над VMS декілька груп учнівських корпорацій Radio Corp. of America, які займалися дослідженнями та аналізом в областях інформаційних систем. У результаті RCA запропонували Фрідману використовувати вільний час на одному із своїх найсучасніших комп'ютерів, 301.
У примітці до власної статті Acrostics, Anagrams, and Chaucer (Акровірші, анаграми і Чосер), у співавторстві з Елізабет С. Фрідман В. Фрідман зробив кілька оцінок і запланував велику публікацію, але потім стан його здоров'я погіршився, і робота над дешифруванням манускрипту припинилася в 1963 році. Цікаві спостереження про роботу Фрідмана над рукописом можна знайти у Джима Рідса. В. Фрідман повідомляв, що в архіві редактора журналу Philological Quarterly зберігається його версія щодо теорії розшифровки VMS. Однак поважаючи прецедент, створений, за його словами, такими видатними попередниками, як Галилей та Гюйгенс, він опублікував свою версію в примітці у вигляді анаграми: I PUT NO TRUST IN ANAGRAMMATIC ACROSTIC CYPHERS, FOR THEY ARE OF LITTLE REAL VALUE-- A WASTE-- AND MAY PROVE NOTHING.--FINIS.
   на той випадок, якщо хтось в подальшому придумає аналогічну теорію. Задача полягала в тому, щоб відновити з анаграми, використовуючи всі її букви, першопочаткове твердження правильною англійською мовою. Вирішення анаграм подібної довжини непросто, але можливо. Повідомлення В. Фрідмена було розкрито в 1970 році.
THE VOYNICH MS WAS AN EARLY ATTEMPT TO CONSTRUCT A CIPHER FOR A UNIVERSAL LANGUAGE OF AN IRRATIONALIST, IF MIRED, TYPE.
THE VOYNICH MSS WAS AN EARLY ATTEMPT TO CONSTRUCT AN ARTIFICIAL OR UNIVERSAL LANGUAGE OF THE A PRIORI TYPE.—FRIEDMAN.
Значення цих двох рішень взаємно несумісні, тому анаграма В. Фрідмана представляє наочний приклад анаграми з високою двозначністю повідомлення.
У 2013 р. група дослідників на чолі з Аменсіо, використовуючи метрики для розрізнення реальних текстів від їх перетасованих версій, дішли висновку, що текст манускипту здебільшого сумісний із природними мовами та несумісний із випадковими текстами. У португальському тестовому датасеті португальська стала другою найподібнішою мовою (після грецької), тоді як в англомовному датасеті найправдоподібнішими претендентами на ключові слова для майбутніх розшифрувачів VMS, виявилися грецька та російська.
Того ж року вчені Монтемуро та Занетті здійснили першу спробу аналізу манускрипту Войнича, що стосувалася широкомасштабної організаційної структури манускрипту, взаємозв'язків між вживанням різних слів у тексті, представленими семантичними мережами, і виявили особливу залежність частоти лексем від подібності слів, тобто такі організаційні структури, що сумісні із зашифрованою версією реальної мови, та несумісні зі штучно виготовленими мовами.
Із  інтерв'ю фізика-теоретика Марчело Монтемурро (Університет Манчестер) інтернет-виданню «Лента.ру»: На відміну від семантичної сітки «Походження видів» Дарвіна, слова в сітці рукопису Войнича морфологічно одне з іншим сумісніші. Це незвичний і важливий факт, який варто мати на увазі. Цікаво, що відомі приклади синтетичних мов, в яких існує така взаємодія між морфологією та смислом, однак у природних мовах вона не зустрічається.
У 2019 році академік з Бристольського університету Джерард Чешир заявив, що зміг розшифрувати манускрипт Войніча, який залишався загадкою для вчених понад 100 років. Дослідник стверджує, що визначив мову і систему письма за два тижні.
«Текст написаний протороманською мовою — предком сучасних мов, якими зараз говорять в Португалії, Франції, Іспанії та ін. Його повсюдно використовували в Середземномор'ї в період Середньовіччя, але майже ніхто нею не писав, тому що мовою держави і Церкви була латина. Тому протороманська вважалася загубленою до сьогоднішнього дня… я зрозумів, що манускрипт не був зашифрований, а просто написаний мовою, чий алфавіт складався з знайомих і незнайомих нам символів. У ньому немає великих літер, подвійних приголосних і розділових знаків», — каже Чешир.

### «Гіпотези про містифікацію»
Подібні дослідження характеризувались відсутністю знаходження раціонально зрозумілого змісту у мові манускрипту.
У 2003 році інформатик Гордон Рагг аргументував, що текст із характеристиками, подібними до рукопису Войнича, міг бути створений за допомогою таблиці префіксів слів, суфіксів та суфіксів (Решітка Кардана).
У 2007 році Шіннер показав, що статистичні властивості тексту рукопису швидше нагадують безглузде марення, отримане з використанням квазі-стохастичного методу (Cryptologia, 31 № 2)
Досліднику Торнстену Тімму у 2014 р. вдалося виявити метод генерації тексту, що застосовується для рукопису Войнича, а трохи згодом — що розподіл слів у рукописі не сумісний з природними мовами.
У 2019 р. Шіннер та Тімм (2019) виявили, що у VMS найуживаніші маркери відрізняються від сторінки до сторінки. За винятком повторюваних молитов чи віршованих слів в природних мовах, маркери обирають через їх значення, а не через їх подібність із раніше написаними словами (Cryptologia, 44 № 1).
На початку 2021 р. інтригуючі статистичні збіги виявилися при порівняльному статистично-лінгвістичному аналізі лігатур манускрипту Войнича та магічних Таблиць Liber Loagaeth, авторства доктора Джона Ді та медіума Едварда Келлі
Дослідженню підлягали лігатури т. зв. трав'яної секції (5r-38v, приблизно 20 000 символів) з використанням алфавіту VMS Currier (транскриптор Такахаші; http://voynich.freie-literatur.de/index.php), та вибірка 20a-24b (10 послідовних таблиць) з другого розділу Mysteriorum Liber Sextus et Sanctus ( ), рукопису з колекції Слоуна sl3189, він же «Liber Loagaeth» і «The Book of Enoch», або другого корпусу текстів єнохіанського алфавіту;
Корпус тексту, більш відомий як рукопис з колекції Слоуна під номером sl3189, складається з 65 листів, 101 магічного квадрата, 96 з яких табличні сітки 49x49 клітинок, заповнені латинськими буквами і арабскими цифрами (присутні оригінальний почерк і малюнки Келлі), чотирьох з сіткою 36×72 клітинок з латинскими буквами (написані почерком Ді), та ще 2 незаповнені 49×49 таблиці).
Загальний висновок порівняння лігатур вказує на можливість того, що VMS може бути випадком глосолалії, ченнелінгу або творчості душевнохворих, на що вказували у 2004 р. Генрі Кеннеді та Роб Черчилль.

### Українська мова
У 1978 році Джон Стойко опублікував книгу «Листи до Ока Божого», в якій була поміщена розшифровка 9 з понад 230 сторінок з тексту рукопису Войнича.
При цьому Дж. Стойко запропонував свій оригінальний підхід до розшифрування «манускрипту Войнича», який ґрунтувався на таких припущеннях:
1. текст написано українською мовою,
2. шифрування тексту полягає у своєрідності графем і в тому, що для запису використовувалися лише приголосні (консонанти) літери, тобто голосні в тексті відсутні.

Також Дж. Стойком була складена своєрідна порівняльна абетка-дешифратор графем оригіналу з літерами кирилиці і латиниці. Теорія викликала зацікавленість у середовищі української діаспори, а після 1991 р. — і в незалежній Україні. Проте, його датування рукопису, відсутність зв'язку між текстом і малюнками, вибір методу, що припускає широке тлумачення — разом кажуть проти цієї теорії.

#### Приклад розшифровки
|                                               | 1. Що волю Ока береже заре жало а святу волю панусі совіща пані Коса? Освіща пані Коса косу але пані. Волю ту на косо але воліш. 2. Уставила по Оку віру і одну носе. Совість Божую совістна косе а святу віру покосе святи Бозя. Пані што несе і де була? 3. Совістна на косе совість Божая, одне не коси. Помала одне на косе і одне пусте несе. Святене на косо місто ма косе і пома зло. |
| — Сторінка 77r з тексту «Листи до Ока Божого» | |

Цей же варіант тексту в Україні був опублікований під назвою «Послання оріян хозарам», і перевиданий у 2008 році як «Рукопис Ора».

#### Оцінки
Для більшості читачів з інших країн дане прочитання декількох сторінок «Рукопису Войнича» залишилося маловідомим фактом, якщо і згадується фахівцями, то як «екзотична спроба», яка не сприймається за гідний уваги зразок для вирішення завдання — прочитання всього тексту «рукопису Войнича». Та й у самій Україні, як серед фахівців, так і читачів, текст дешифрування рукопису, а, одночасно і сам підхід, запропонований Дж. Стойко, розглядається часто критично. Зокрема, після аналізу спроби розшифровки, Григорій Грабович у своїй статті 2001 року «Слідами національних містифікацій» описує її як «маячня».

#### Роботи на основі книги Стойка
У 2010 р. в Україні з'явилося декілька нових версій прочитання окремих сторінок Рукопису Войнича, в яких підхід Дж. Стойко брався за основу методу реконструкції тексту. Розділ книги «Рукопис Послання Ора-Божа» у книзі «Гора Ора» за авторством В. С. Осипчук-Скоровода містив варіант прочитання, проте за своїм змістом виявився ще більше незрозумілим як єдиний смисловий текст, ніж прочитання від Стойко.[джерело?] Одне з головних досягнень цієї спроби реконструкції текстів «Рукопису Войнича» можна вбачати у тому, що завдяки ній було поставлене питання про необхідність дотримання побуквеної відповідності між графемами оригінала і приголосними в словах, які використовуються для реконструкції.[джерело?]
Того ж року вийшла «Чар-книга» за авторством Євгена Чорного. У статті як окреме правило була сформульована вимога дотримання побуквеної відповідності при проведенні реконструкції, а також була надана спроба уточнення абетки Дж. Стойко. Подальші статті були опубліковані у 2011 і 2014 роках.

### Іврит
В січні 2018 року канадські вчені з Альбертського університету заявили про розшифрування фрагменту тексту на початку рукопису. За допомогою штучного інтелекту дослідники встановили, що мовою манускрипту є іврит. При цьому він зашифрований: голосні були пропущені, а порядок букв у словах змінений. Отримані результати говорять, що перше речення документа перекладається як «Вона дала рекомендації священику, главі дому, мені, і людям». Також у перекладеному фрагменті зустрічаються поняття, які можуть відповідати словам «світло», «вогонь», «повітря» і «фермер». Самі дослідники визнають, що експерти не переконані результатами їх роботи.

## Вплив на популярну культуру
Є декілька прикладів того, що «манускрипт Войнича» вплинув, принаймні побічно, на деякі зразки масової культури.
- Цей документ надихнув італійського архітектора і промислового дизайнера Луїджі Серафіні на створення книги Codex Seraphinianus. Ця книга об'ємом 360 сторінок є енциклопедією вигаданого світу, написаною «невідомою мовою» і містить сюрреалістичні, яскраві ілюстрації.
- В творчості Говарда Лавкрафта є книга «Некрономікон». Попри те, що Лавкрафт швидше за все, не знав про існування «манускрипту Войнича», Колін Вілсон опублікував в 1969 році розповідь «Повернення Лоїгора», де персонаж відкриває, що «манускрипт Войнича» — це незавершений «Некрономікон».
- Сучасний письменник Гарі Веда представив фантастичне для літератури пояснення походження «манускрипту Войнича» в розповіді «Корсар».
- Сучасний композитор Ханспетер Кибурц (Hanspeter Kyburz) написав невеликий музичний твір, заснований на «манускрипті Войнича», прочитавши його частину як музичну партитуру.
- Малюнки і шрифт, що нагадують «манускрипт Войнича», можна спостерігати у фільмі «Індіана Джонс і останній хрестовий похід» (англ. Indiana Jones and the Last Crusade).
- Сюжет «Il Romanzo Di Nostradamus» Валеріо Еванджелісті (Valerio Evangelisti) представляє манускрипт Войнича як твір адептів чорної магії, з якою відомий французький астролог Нострадамус боровся все життя.
- У комп'ютерній грі в стилі квест «Зламаний меч 3: Сплячий дракон» (англ. Broken Sword III: The Sleeping Dragon) від Dreamcatcher текст манускрипту Войнича розшифровує хакер, якого потім вбивають неотамплієри, тому що манускрипт містить інформацію про місця на землі, які мають «геомантичну енергію».
- У фільмі Пітера Грінвея «Книги Просперо» (Prospero's Books, 1990) багато моделей книг, як і загальна їхня спрямованість, дуже нагадують манускрипт Войнича.
- У стрипі «Voynich Manuscript» вебкомікса xkcd манускрипт виявляється керівництвом настільної рольової гри.

### Статті українською
- «Послання оріян хозарам», або «Рукопис Войнича» // Літературознавча енциклопедія : у 2 т. / авт.-уклад. Ю. І. Ковалів. — Київ : ВЦ «Академія», 2007. — М — Я. — С. 251.
- Перша спроба реконструкції Рукопису на базі гіпотези україномовного походження Джона Стойко (John Stojko) «Листи до Ока Божого» (John Stojko «Letters to God's Eye» — New York — 1978) The Voynich Manuscript/John Stojko (переклад)
- Розгляд гіпотези україномовного походження на підстави порівняння декількох версій реконструкції декількох сторінок Рукопису Є. В. Чорний. Чар-Книга. З досвіду розшифрування «Рукопису Войнича». Мова та історія: збірник наукових праць. — Київ, Умань: ПП Жовтий, 2010. — Вип.135. — с. 39 −71 (автопереклад на російську)
- Пропозиції щодо заходів для розшифрування Рукопису та попередні уявлення щодо його змісту Є. В. Чорний. «До питання реконструкції тексту „рукопису Войнича“» // Мова та історія: збірник наукових праць. — Київ, Умань: ПП Жовтий, 2010 — Вип.141. — с. 4-8.
- Варіант реконструкції тексту перших 20 сторінок Рукопису Є. Чорний Чар Книга (Рукопис Войнича). Розшифрування перших 20 сторінок (1v — 10r)[недоступне посилання з липня 2019]
- Версія повного прочитання тексту Рукопису: Є. Чорний «Чар Книга 1.0: Про віру і волю» — Кам'янець-Подільський: ПП «Медобори-2006», 2014 (7523).– 360 с. ISBN 978-617-681-060-5

### Статті російською
- Preprint: Landini G. Evidence of linguistic structure in the Voynich Manuscript using spectral analysis. Cryptologia 25 (4): 275—295, October 2001.
- Стаття журналу «Компьютерра» про манускрипт Войнича (рос.)